# The Creator
The Creator (bra: Resistência; prt: O Criador) é uma longa-metragem estadunidense de ficção científica e ação dirigido por Gareth Edwards a partir de um roteiro que ele coescreveu com Chris Weitz. Estrelado por John David Washington, Gemma Chan, Allison Janney, Sturgill Simpson, Marc Menchaca e Ken Watanabe, foi lançado nos Estados Unidos em 29 de setembro de 2023, pela 20th Century Studios.

## Premissa
Em meio a uma futura guerra entre a raça humana e as forças da inteligência artificial, Joshua, um amargurado ex-agente das forças especiais que lamenta o desaparecimento de sua esposa, é recrutado para caçar e matar o Criador, o indescritível arquiteto da IA avançada que desenvolveu uma arma misteriosa com o poder de acabar com a guerra. 

## Elenco
- John David Washington como Joshua
- Gemma Chan como Maya
- Ken Watanabe como Harun
- Sturgill Simpson como Shipley
- Madeleine Yuna Voyles como Alfie
- Allison Janney como Howell
- Ralph Ineson como Andrews
- Marc Menchaca
- Veronica Ngo como Kami

## Produção

### Desenvolvimento
Em fevereiro de 2020, Gareth Edwards assinou contrato para dirigir e escrever um filme de ficção científica sem título para a New Regency, juntamente com o co-produtor de Rogue One (2016), Kiri Hart, atuando como produtor.

### Elenco
Em maio de 2021, John David Washington foi anunciado para estrelar e o título do filme foi revelado como True Love. Em junho de 2021, Gemma Chan, Danny McBride e Benedict Wong entraram em negociações para estrelar. Os envolvimentos de Chan e Wong foram confirmados em janeiro de 2022, com Allison Janney, Sturgill Simpson, e Marc Menchaca se juntando ao elenco. Simpson assumiu o lugar de McBride, que deixou o filme devido a conflitos de agenda. Em fevereiro de 2022, Ken Watanabe se juntou ao elenco para substituir Wong, que também teve que desistir devido a conflitos de agenda.

### Filmagens
As filmagens do filme começaram na Tailândia em 17 de janeiro de 2022, com Greig Fraser e Oren Soffer atuando como diretores de fotografia. As filmagens foram encerradas em 30 de maio de 2022.

## Lançamento
The Creator está agendado para ser lançado nos Estados Unidos em 29 de setembro de 2023, pela 20th Century Studios. Originalmente, estava programado para ser lançado em 6 de outubro de 2023, antes de ser anunciado na CinemaCon em 26 de abril de 2023 que o filme seria adiantado em uma semana.